# إل جي أوبتيموس بلاك
إل جي أوبتيموس بلاك (بالإنجليزية: LG Optimus Black) هو هاتف ذكي من مجموعة إل جي يعمل بنظام أندرويد، تم طرحه في الأسواق في 2011.

## الخصائص
- نظام التشغيل: أندرويد
- الكاميرا الأمامية: 2.0 ميجابكسل
- الكاميرا الخلفية: 5.0 ميجابكسل
- الشاشة: إل سي دي
- الوزن: 109 غ (3.8 أونصة)
- المعالج: 1 جيجا هرتز
- الذاكرة: 512 ميجابايت
- التخزين: 2 جيجابايت